# 芦川愛子
芦川 愛子（あしかわ あいこ、1981年2月 - ）は、関東地方を拠点に活動している日本のフリーアナウンサー。

## 来歴
本人によれば出生地は東京都だが、父親の仕事の関係で幼稚園の頃から千葉県で育った。そのため、所属事務所公式サイトのプロフィールにおいて出身地は千葉県とされている。1999年4月に武蔵野女子大学現代社会学部に入学し、2003年3月に卒業。
2003年4月1日付で茨城放送（現在のLuckyFM茨城放送) に入社し、同局のアナウンサーになる。
2006年3月31日付で茨城放送を退社し、フリーアナウンサーに転向した。ライトハウス所属を経て、一時フリーランスで活動していた。
その後、第1子出産のために休業した。1児の母になった後、2013年4月に活動を再開する。また、同年夏にジョイスタッフに所属した。

## 人物
マリンスポーツやスノーボードなどのスポーツが得意で、東京マラソン2007出場、ホノルルマラソン完走の経験がある。フリーになってからはその特技を活かし、ラジオ日本のスポーツ番組を中心に出演した。東京マラソン2008では、内藤尚行と共にラジオ日本のランニングリポーターを務めながら、10km一般女子の部で完走を果たしている。

## 出演

### ラジオ番組
- もぎたてラジオ朝一番（茨城放送、2004年4月 - 2006年3月） - 水曜・木曜・金曜アシスタント
- ロッテ僕の作文・私の作文（企画ネット番組、2004年4月 - ） - 月曜・火曜・水曜担当
- PIT IN!（茨城放送、2004年4月 - 9月） - 水曜パーソナリティ
- おっとガッテン恭ノ介（茨城放送、2004年4月 - 2006年4月[要検証 – ノート]） - 「テレマートラジオショッピング[1]」「シネマクルーズ[2]」コーナーパーソナリティ
- 阿部重典のアットマーク（茨城放送、2004年10月 - 2006年3月） - 水曜・木曜アシスタント
- You & Me 心の架け橋（茨城放送） - パーソナリティ
- あつまれ！あそんDECO仲間（茨城放送） - パーソナリティ
- 日産イブニングウェーブ（茨城放送） - 土曜パーソナリティ
- ラジオ日本ジャイアンツナイター（ラジオ日本） - 土曜・日曜パーソナリティ、ベンチリポーター
- FOR THE GLORY ジャイアンツ・タイムズ（ラジオ日本） - 土曜・日曜パーソナリティ
- サタデースポーツマガジン（ラジオ日本）
- サタデージャイアンツマガジン（ラジオ日本） - アシスタント
- サタデージャイアンツプライド（ラジオ日本、2006年10月 - 2007年3月） - アシスタント
- サンデースポーツマガジン（ラジオ日本）
- 第84回箱根駅伝（ラジオ日本、2008年1月2日 - 3日） - 大手町スタート・ゴール地点リポーター
- 東京マラソン2008（ラジオ日本、2008年2月17日） - ランニングリポーター
- 水野雄仁のGスタジアム（ラジオ日本、2008年2月19日） - ゲスト
- 第26回横浜国際女子駅伝（ラジオ日本、2008年2月24日） - 第三中継所ポイント実況
- ジャイアンツプライドGのちから（ラジオ日本、2008年8月9日）
- 第85回箱根駅伝（ラジオ日本、2009年1月3日） - 大手町ゴール地点リポーター
- 横浜国際女子駅伝FINAL（ラジオ日本、2009年2月22日） - 第三中継所ポイント実況
- ラジズレ東京タワー333（ラジオ日本、2010年8月 - ）

### テレビ番組
- とちぎ教育新事情（とちぎテレビ） - MC
- ごごたま（テレビ埼玉） - リポーター
- イントロ196（J:COM東関東） - リポーター
- 千葉の道・道路進化物語（千葉テレビ） - リポーター
- 四季食彩（J:COM湘南） - リポーター
- ちょっと寄りたいこんな店（JCN横浜） - リポーター
- 訪ねてみようとちぎの文化財「わたらせ渓谷鉄道と銅の道」（とちぎテレビ、2009年11月15日[要検証 – ノート]） - リポーター
- イブニング6（とちぎテレビ、2013年4月 - 2015年3月） - コーナー担当[3]
- 島RUN #13・#14・#15（GAORA SPORTS、2017年3月14日・15日・16日） - ナビゲーター[5]

### その他
- 地デジチューナー付カーナビゲーション 店頭用（三菱電機） - ナビゲーター
- DVD B&G体験クルーズ小笠原（ブルーシー・アンド・グリーンランド財団） - ナレーター
- non-no FASHioN CAFE TOKYO 2007（ラフォーレミュージアム六本木、2007年9月29日） - MC
- Bonin Bon-Odori Festa×小笠原DAY 2019（小笠原村観光局、2019年9月29日） - MC[6]

## 執筆
- 芦川愛子 Gな旬感（ラジオ日本携帯サイト） - 読売ジャイアンツコラム